# Le Mesnil-Amey
Le Mesnil-Amey település Franciaországban, Manche megyében. Lakosainak száma 287 fő (2022. január 1.). Le Mesnil-Amey Thèreval, Marigny-le-Lozon és Quibou községekkel határos.

## Népesség
A település népességének változása:
| Lakosok száma | 159  | 187  | 236  | 254  | 267  | 272  | 277  | 286  | 286  | 287  |
|               | 1968 | 1982 | 1990 | 2006 | 2013 | 2015 | 2017 | 2019 | 2020 | 2022 |